# Haliclona permollisimilis
Haliclona permollisimilis är en svampdjursart som beskrevs av Kazuo Hoshino 1981. Haliclona permollisimilis ingår i släktet Haliclona och familjen Chalinidae. Inga underarter finns listade i Catalogue of Life.